# Sílvio Vieira Mendes Lima
Sílvio Vieira Mendes Lima (Coimbra, 5 de Fevereiro de 1904 — Coimbra, 6 de Janeiro de 1993), mais conhecido por Sílvio Lima, foi um professor universitário, investigador da área da psicologia e das ciências da educação e tradutor português. É considerado um dos introdutores da moderna Psicologia em Portugal. Foi um dos professores universitários que em Maio de 1935 foram afastados do ensino por serem considerados oposicionistas ao recém-institucionalizado Estado Novo.

## Biografia
Sílvio Lima realizou os seus estudos primários e secundários em Coimbra, frequentando nos últimos anos o Colégio de São Pedro. Ingressou seguidamente no curso de Medicina da Universidade de Coimbra, transferindo-se pouco depois para a Faculdade de Letras daquela Universidade, já que considerou como erro de orientação profissional a sua opção inicial, estudando aí Ciências Históricas e Filosóficas.
Escreveu em 1927 a sua dissertação de licenciatura, que intitulou, "Ensaio sobre a ética de Guyau nas suas relações com a crise moral contemporânea", versando a problemática filosófica e ética da contemporaneidade à luz do pensamento do poeta e filósofo Jean-Marie Guyau. A tese foi elaborada em França, onde frequentara cursos de férias nas Universidades de Toulouse e Paris.
Licenciou-se a 9 de Julho de 1927 com aprovação final de Muito Bom com 19 valores. Foi então convidado a seguir a carreira docente universitária, tendo como proponentes os professores Joaquim de Carvalho e Gonçalves Cerejeira.
Ingressado na carreira docente universitária, Sílvio Lima inicia a elaboração da sua dissertação de doutoramento na área da psicologia, área do saber então quase desconhecida em Portugal. Para tal procura orientação nas escolas dos países francófonos, estagiando na Sorbonne, onde frequenta na Faculdade de Letras vários cursos, e no Instituto Católico onde estuda a problemática da vida do inconsciente, sob a orientação do professor belga Georges Dwelshauvers. Parte de seguida para Genebra, onde no Instituto Jean-Jacques Rousseau frequentou, com Helène Antipoff, um seminário psicopedagógico realizado sobre a orientação do psicólogo Édouard Claparède (1873-1940).
Depois de ter estagiado nas diversas instituições europeias onde procurou orientação, o que lhe conferiu num tempo em que a Universidade portuguesa vivia isolada uma aura de estrangeirado, regressou a Coimbra, defendendo então a sua dissertação doutoral subordinada ao tema "O problema da recognição – estudo teórico-experimental". Realizou as provas nos dias 29 e 30 de Janeiro de 1929, obtendo a aprovação com 19 valores e recebendo as insígnias doutorais em cerimónia realizada na Sala dos Capelos a 29 de Junho de 1929.
Iniciou sua careira de docente universitário como professor auxiliar de Ciências Filosóficas, regendo a partir de 1931 a cadeira de Psicologia Escolar e Medidas Mentais, na Secção de Ciências Pedagógicas.
Entretanto, iniciando um processo de ruptura com o nascente regime ditatorial implantado pela Revolução Nacional, em 1930 publicou um ensaio filosófico intitulado Notas críticas ao livro do Sr. Cardeal Cerejeira «A Igreja e o pensamento contemporâneo», obra que marca a ruptura com o seu antigo protector e proponente para a carreira docente.
Em 1935 publica, como dissertação para o concurso ao lugar de professor extratordinário efectivo da Universidade de Coimbra,  o estudo "Amor místico - Noção e valor da experiência Religiosa", então anunciado como o primeiro volume de uma série de que estavam previstos mais dois. Neste mesmo ano, e na sequência da operação de repressão da intelectualidade universitária levada a cabo pelo recém-implantado Portugal, que também incluiu o encerramento da Imprensa da Universidade de Coimbra, Sílvio Lima foi demitido do seu lugar de professor e considerado inapto para a docência pública. Dedica-se então à escrita e colabora em inúmeras publicações.
Data deste período a escrita de algumas das suas obras mais marcantes, entre as quais "Quatro cartas sobre o Idealismo" (1936), obra dedicada a Raul Proença, uma trilogia sobre o desporto ("Ensaios sobre o desporto" (1937), "Desporto jogo e arte" (1938) e "Desportismo profissional" (1939)) e o ensaio de reflexão analítica "Serão luxos a ciência e a arte?" (1940). Neste último ensaio, onde distingue judiciosamente os conceitos de cultura e civilização e defende que a cultura é um luxo do espírito puro que exalta e dignifica a arte e a ciência, a filosofia e a justiça, distinguindo judiciosamente cultura de civilização.
Esta situação de exclusão manteve-se até 1942, ano em que foi readmitido como um dos tolerados do regime, reassumindo a regência da sua anterior disciplina, a qual manteve até 1957, ano em que assumiu a regência teórica da disciplina anual de Teoria da História, criada pela reforma da Faculdade de Letras que ocorrera no ano anterior.
Já depois da sua reintegração na Universidade, publica em 1943 o ensaio crítico "O determinismo, o acaso e a previsão na história", outra das suas obras mais marcantes.
A sua obra "Ensaio sobre a essência do ensaio" (1944), um estudo sobre o conceito de ensaio e o espírito ensaístico, realizada em colaboração com André Gide, foi considerado por António Sérgio, como a obra mais lúcida e de maior acerto acerca da natureza da literatura ensaística em Portugal.
Em 1947 editou o ensaio "Normal, anormal e patológico", obra que considerou como um exame analítico de microscopia conceitual, a que se seguiu em 1950 a obra "A Psicologia em Portugal", uma análise histórica e cultural das principais correntes científicas e psicológicas em Portugal desde o início do século XIX até então.
Como resultado da sua participação no curso livre de Psicologia Médica da Universidade de Lisboa, publicou em 1952 uma obra pioneira para o tempo a que deu o título de "Cérebros electrónicos e cérebros humanos: psíquico, psicológico e cibernético", a que se segiu "Reflexões sobre a consciência saudosa" (1955).
Em 1957, integrando-se nas celebrações do centenário da morte de Augusto Comte, publica a obra "Comte, o positivismo e a Psicologia".
Foi um professor de raras qualidades pedagógicas, com um raro espírito crítico e científico em que primava a exigência de rigor e o respeito pelos factos. Marcou de forma decisiva o desenvolvimento do ensino das ciências sociais no panorama universitário português.

## Obras
- Maldades (1921);
- Ensaio sôbre a ètica de guyau nas suas relações com a crise moral contemporánea (1927);
- O problema da recognição (1928);
- Teses de Filosofia (1928);
- Notas criticas ao livro "A Igreja e o Pensamenta Casa temporânio (1930);
- O Amor místico : (Noção e valor da experiencia religiosa.) (1935);
- Quatro cartas sôbre o idealismo (1936);
- Ensaios sobre o desporto (1937);
- Desporto, jogo e arte (1938);
- Desportismo profissional : desporto, trabalho e profissão (1939);
- Serão luxos a ciência e a arte? (1940);
- O determinismo, o acaso e a previsão na história (1943);
- Ensaio sôbre a essência do ensaio (1944);
- Três doutoramentos: discursos (1945);
- Normal, anormal e patológico (1947);
- A psicologia em Portugal (1950);
- Cérebros electrónicos e cérebros humanos (1952).